# Puchar UEFA (1973/1974)
Puchar UEFA 1973/1974 (ang. 1973–1974 UEFA Cup) – 3. edycja międzynarodowego klubowego turnieju piłki nożnej Puchar UEFA, zorganizowana przez Unię Europejskich Związków Piłkarskich w terminie 19 września 1973 – 29 maja 1974. W rozgrywkach zwyciężyła drużyna Feyenoord.

## 1/32 finału
| Fredrikstad FK – Dynamo Kijów 0:1 i 0:4 1 19.09 1973 0:1 Kondratow 6 2 03.10 1973 0:1 Troszkin 15, 0:2 Kołotow 35, 0:3 Burjak 51, 0:4 Błochin 90 |
| Ruch Chorzów – Wuppertaler SV 4:1 i 4:5 1 19.09 1973 1:0 Bula 8, 2:0 Marx 48, 2:1 Kohle 70k, 3:1 Herisz 74, 4:1 Maszczyk 79 (mecz w Katowicach) 2 03.10 1973 1:0 Benigier 8, 1:1 Stockl 32, 2:1 Kopicera 37, 3:1 Marx 40, 3:2 Cremer 41, 3:3 Pröpper 50, 4:3 Bula 62, 4:4 Cremer 73, 4:5 Reichert 85                   |
| Boldklubben 1903 – AIK Fotboll 2:1 i 1:1 1 19.09 1973 1:0 Ole Nielsen 24, 1:1 Rolf Zetterlund 37, 2:1 Niels Thorn 40 2 03.10 1973 0:1 Åslund 50, 1:1 K. Knstensen 70 |
| FC Carl Zeiss Jena – Mikkelin Palloilijat 3:0 i 3:0 1 19.09 1973 1:0 Bransch 26, 2:0 Schlutter 40, 3:0 Scheitler 52 2 03.10 1973 1:0 Irmscher 30, 2:0 P. Ducke 35, 3:0 P. Ducke 76 |
| Strømsgodset IF – Leeds United 1:1 i 1:6 1 19.09 1973 0:1 Clarke 15, 1:1 Amundsen 24 2 03.10 1973 0:1 Clarke 11, 0:2 Jones 20, 1:2 S.Pattersen 34, 1:3 Clarke 42, 1:4 F. Gray 57, 1:5 Bates 62, 1:6 Jones 84 |
| Östers IF – Feyenoord 1:3 i 1:2 1 19.09 1973 1:0 Svensson 1, 1:1 van Hanegem 46, 1:2 van Hanegem 74, 1:3 Wery 89 2 03.10 1973 0:1 Kristensen 14, 0:2 de Jong 60, 1:2 Clüft 84 |
| Hibernian F.C. – ÍBK Keflavík 2:0 i 1:1 1 19.09 1973 1:0 Black 41, 2:0 Higgins 64 2 03.10 1973 0:1 Zakariasson 35, 1:1 Stanton 63 (mecz w Reykjaviku) |
| OGC Nice – FC Barcelona 3:0 i 0:2 1 19.09 1973 1:0 van Dijk 4, 2:0 Molitor 66, 3:0 Molitor 79 2 03.10 1973 0:1 Sotil 21, 0:2 Juanito 62 |
| Fortuna Düsseldorf – Næstved IF 1:0 i 2:2 1 19.09 1973 1:0 Hesse 52 2 03.10 1973 1:0 Seel 30, 1:1 B. Olsen 50, 2:1 Herzog 70, 2:2 Ottosen 89 |
| Grasshopper Club Zürich – Tottenham Hotspur 1:5 i 1:4 1 19.09 1973 0:1 Chivers 5, 0:2 Evans 31, 1:2 Noventa 44k, 1:3 Chivers 72, 1:4 Gilzean 80, 1:5 Gilzean 85 2 03.10 1973 0:1 Elsener 24, 1:1 Lador 73s, 1:2 Peters 79, 1:3 England 84, 1:4 Peters 88                                                               |
| Aberdeen F.C. – Finn Harps 4:1 i 3:1 1 19.09 1973 1:0 R. Miller 32, 2:0 Jarvie 36, 3:0 Graham 37, 4:0 Jarvie 82, 4:1 Harkin 88 2 03.10 1973 1:0 Robb 21, 2:0 Jarvie 28, 2:1 Harkin 67, 3:1 R. Miller 89 |
| Dundee F.C. – FC Twente 1:3 i 2:4 1 19.09 1973 0:1 Achterberg 32, 0:2 Jeuring 59, 1:2 Stewart 59, 1:3 Jeuring 79 2 03.10 1973 0:1 van der Vall 1, 0:2 Achterberg 9, 1:2 Johnston 42, 1:3 Zuidema 53, 2:3 Jock Scott 62, 2:4 Zuidema 70                                                                                 |
| RCD Español – RWD Molenbeek 0:3 i 2:1 1 19.09 1973 0:1 Koens 19, 0:2 Polleunis 38, 0:3 Teugels 84 2 03.10 1973 0:1 Polleunis 11, 1:1 Amiano 15, 2:1 Salsona 79 |
| CF Os Belenenses – Wolverhampton Wanderers 0:2 i 1:2 1 19.09 1973 0:1 Richards 18, 0:2 Dougan 54 2 03.10 1973 1:0 Murca 7, 1:1 Eastoe 27, 1:2 McCalliog 72 |
| Union Luxembourg – Olympique Marsylia 0:5 i 1:7 1 18.09 1973 0:1 Hardt 10s, 0:2 Kuszowski 15, 0:3 Kuszowski 30, 0:4 Kuszowski 59, 0:5 Buigues 70 2 03.10 1973 0:1 Magnusson 17, 0:1 Skoblar 25, 0:3 Skoblar 37, 0:4 Skoblar 42, 0:5 Kuszowski 56, 0:6 Bracci 60k, 1:6 Hoffmann 62k, 1:7 Trésor 72                      |
| Vitória Setúbal – Beerschot Antwerpia 2:0 i 2:0 1 12.09 1973 1:0 José Torres 30, 2:0 José Torres 39 2 26.09 1973 1:0 José Maria 20, 2:0 Duda 68 |
| Ipswich Town – Real Madryt 1:0 i 0:0 1 19.09 1973 1:0 Rubinan 52s 2 03.10 1973 |
| S.S. Lazio – FC Sion 3:0 i 1:3 1 19.09 1973 1:0 Chinaglia 2, 2:0 Chinaglia 22k, 3:0 Chinaglia 38k 2 03.10 1973 1:0 Garlaschelli 10, 1:1 Isoz 14, 1:2 Barberis 57, 1:3 Isoz 90 |
| Sliema Wanderers – Łokomotiw Płowdiw 0:2 i 0:1 1 19.09 1973 0:1 Wasiliew 5, 0:2 A. Camilleri 23s 2 02.10 1973 0:1 Wasiliew 22 |
| AC Fiorentina – CS Universitatea Craiova 0:0 i 0:1 1 19.09 1973 2 03.10 1973 0:1 Oblemencho 89 |
| Ferencvárosi TC – Gwardia Warszawa 0:1 i 1:2 1 19.09 1973 0:1 Szymczak 40 2 03.10 1973 0:1 B. Wiśniewski 32k, 0:2 Szymczak 39, 1:2 Mate 89 |
| VfB Stuttgart – Olympiakos Nikozja 9:0 i 4:0 1 17.09 1973 1:0 Ettmayer 17, 2:0 Brenninger 19k, 3:0 Ohlicher 33, 4:0 Mail 39, 5:0 Entenmann 43, 6:0 Entenmann 59, 7:0 Ettmayer 70, 8:0 Weidmann 72, 9:0 Entenmann 84 2 19.09 1973 1:0 Ohlicher 11, 2:0 Martin 36, 3:0 Hans Müller 59, 4:0 Ettmayer 67 (mecz w Biberach) |
| Tatran Preszów – Velež Mostar 4:2 i 1:1 1 19.09 1973 0:1 Kvesić 5, 1:1 I. Novak 20, 2:1 Turčanyi 24, 3:1 Sobota 38, 3:2 Kvesić 45, 4:2 Cabala 65 2 03.10 1973 1:0 Sobota 34, 1:1 Colić 77 |
| Dinamo Tbilisi – Sławia Sofia 5:1 i 0:2 1 19.09 1973 1:0 G. Nodija 5, 2:0 Gawaszeli 37, 3:0 L. Nodija 53, 4:0 Manuchar 66, 5:0 Machaidze 84, 5:1 Żeljazkow 88 2 03.10 1973 0:1 N. Krastew 49, 0:2 Grigorow 63 |
| Panathinaikos AO – OFK Beograd 1:2 i 1:0 1 19.09 1973 0:1 Bajić 35, 1:1 Andoniadis 58k, 1:2 Lukić 89 2 03.10 1973 1:0 Démelo 21 |
| Admira Wacker Wiedeń – Inter Mediolan 1:0 i 1:2 (dog) 1 19.09 1973 1:0 Svojanovsky 8 2 03.10 1973 0:1 Moro 55, 0:2 Boninsegna 92, 1:2 Kaltenbrunner 96 |
| Fenerbahçe SK – Argeș Pitești 5:1 i 1:1 1 19.09 1973 0:1 Rosu 30, 1:1 Cemil Turan 43, 2:1 Cemil Turan 46, 3:1 Osman Arpacioglu 49, 4:1 Mustafa Kalpakaslan 63, 5:1 Cemil Turan 68 2 03.10 1973 0:1 Dobrin 13k, 1:1 Cemil Turan 30                                                                                      |
| VSS Koszyce – Budapesti Honvéd SE 1:0 i 2:5 1 19.09 1973 1:0 Pollak 82 2 03.10 1973 0:1 Pinter 1, 1:1 Pollak 12, 1:2 Pinter 19, 2:2 Stafura 28, 2:3 Bortak 60s, 2:4 Fule 65, 2:5 Szücs 75 |
| Torino Calcio – Lokomotive Lipsk 1:2 i 1:2 1 19.09 1973 1:0 Bul 50, 1:1 Löwe 66, 1:2 Köditz 77 2 03.10 1973 0:1 Lisiewicz 8, 0:2 Matoul 45k, 1:2 Claudio Sala 55 |
| Eskişehirspor – 1. FC Köln 0:0 i 0:2 1 19.09 1973 2 03.10 1973 0:1 Lauscher 38, 0:2 Löhr 47 |
| Panachaiki GE – Grazer AK 2:1 i 1:0 1 19.09 1973 1:0 Michalopoulos 16, 1:1 Koleznik 30, 2:1 Spentzopoulos 41 (mecz w Atenach) 2 03.10 1973 1:0 Spentzopoulos 46 |
| Ards F.C. – Standard Liège 3:2 i 1:6 1 12.09 1973 0:1 Bukal 5, 1:1 Cathcart 24, 2:1 McAvoy 27k, 2:2 Bukal 32, 3:2 McAteer 55k 2 19.09 1973 0:1 Henrotay 18, 0:2 Bukal 23, 0:3 Lambrichts 41, 1:3 Denis Guy 43, 1:4 Bukal 69, 1:5 Govaert 72, 1:6 Bukal 75k                                                             |

## 1/16 finału
| Admira Wacker Wiedeń – Fortuna Düsseldorf 2:1 i 0:3 1 24.10 1973 0:1 Budde 26, 1:1 Kaltenbrunner 67, 2:1 Kaltenbrunner 78 2 06.11 1973 0:1 Brei 10, 0:2 Brei 17, 0:3 Geye 25 |
| Aberdeen F.C. – Tottenham Hotspur 1:1 i 1:4 1 24.10 1973 0:1 Coates 15, 1:1 Hermiston 87k 2 07.11 1973 0:1 Peters 13, 0:2 Neighbour 37, 1:2 Jarvie 54, 1:3 McGrath 80, 1:4 McGrath 89 |
| Dinamo Tbilisi – OFK Beograd 3:0 i 5:1 1 24.10 1973 1:0 Kipiani 26, 2:0 G. Nodija 35, 3:0 L. Nodija 60 2 07.11 1973 1:0 Czelidze 7, 2:0 G. Nodija 17, 3:0 Kipiani 35, 4:0 Kipiani 62, 5:0 Czereteli 72, 5:1 Stojanović 85k                                                                     |
| OGC Nice – Fenerbahçe SK 4:0 i 0:2 1 24.10 1973 1:0 Molitor 33, 2:0 Molitor 41, 3:0 Molitor 78, 4:0 Molitor 84 2 07.11 1973 0:1 Osman Arpacioglu 44, 0:2 Osman Arpacioglu 60k |
| Lokomotive Lipsk – Wolverhampton Wanderers 3:0 i 1:4 1 24.10 1973 1:0 Matoul 37, 2:0 Matoul 76k, 3:0 Köditz 83 2 07.11 1973 0:1 Kindon 53, 0:2 Munroe 67, 1:2 Löwe 72, 1:3 Dougan 74, 1:4 Hibbitt 82                                                                                           |
| Panachaiki GE – FC Twente 1:1 i 0:7 1 24.10 1973 1:0 Davourlis 16k, 1:1 Thijssen 24 2 07.11 1973 0:1 Pahlplatz 52, 0:2 Pahlplatz 60, 0:3 Pahlplatz 61, 0:4 Zuidema 64, 0:5 Pahlplatz 68, 0:6 van der Vall 70k, 0:7 van lerssel 70                                                              |
| Vitória Setúbal – RWD Molenbeek 1:0 i 1:2 1 16.10 1973 1:0 Vicente 60 2 07.11 1973 0:1 Depireux 20, 0:2 Veenstra 77, 1:2 Vicente 89 |
| Olympique Marsylia – 1. FC Köln 2:0 i 0:6 1 23.10 1973 1:0 López 68, 2:0 Kuszowski 74 2 06.11 1973 0:1 Flohe 7, 0:2 Dieter Müller 10, 0:3 Dieter Müller 37, 0:4 Overath 40k, 0:5 Löhr 47, 0:6 Löhr 55                                                                                          |
| Ipswich Town – S.S. Lazio 4:0 i 2:4 1 24.10 1973 1:0 Whymark 16, 2:0 Whymark 42, 3:0 Whymark 47, 4:0 Whymark 56 2 07.11 1973 0:1 Garlaschelli 1, 0:2 Chinaglia 26, 1:2 Vilyoen 70, 1:3 Chinaglia 83k, 1:4 Chinaglia 86, 2:4 Johnson 90                                                         |
| Dynamo Kijów – Boldklubben 1903 1:0 i 2:1 1 24.10 1973 1:0 Burjak 67 2 07.11 1973 1:0 Kołotow 51, 2:0 Troszkin 68, 2:1 K. Kristensen 80 |
| Łokomotiw Płowdiw – Budapesti Honvéd SE 3:4 i 2:3 1 24.10 1973 0:1 Kozma 18, 0:2 Kozma 26, 1:2 Bosakow 39, 2:2 Iwanow 39, 2:3 L. Kocsis 44, 2:4 Pal 63, 3:4 Bonew 90 2 07.11 1973 0:1 Kozma 43, 0:2 Pinter 54, 0:3 Kozma 64, 1:3 Iwanow 69, 2:3 Wasiliew 89                                    |
| Ruch Chorzów – FC Carl Zeiss Jena 3:0 i 0:1 1 24.10 1973 1:0 Benigier 38, 2:0 Kopicera 64, 3:0 Bula 80 2 07.11 1973 0:1 Bransch 72 |
| VfB Stuttgart – Tatran Preszów 3:1 i 5:3 (dog) 1 24.10 1973 0:1 Skorupa 26, 1:1 Hans Müller 48, 2:1 Brenninger 62, 3:1 Ohlicher 83 2 07.11 1973 0:1 Turčanyi 33k, 1:1 Ohlicher 40, 1:2 Skorupa 66, 1:3 Turčanyi 74, 2:3 Handschuch 95, 3:3 Turčanyi 110s, 4:3 Handschuch 115, 5:3 Ohlicher 117 |
| Leeds United – Hibernian F.C. 0:0 i 0:0 (dog), karne 5:4 1 24.10 1973 2 07.11 1973 |
| Feyenoord – Gwardia Warszawa 3:1 i 0:1 1 24.10 1973 0:1 Szymczak 35, 1:1 Schoenmaker 60, 2:1 de Jong 72, 3:1 Schoenmaker 87 2 07.11 1973 0:1 Szymczak 42k |
| Standard Liège – CS Universitatea Craiova 2:0 i 1:1 1 24.10 1973 1:0 Bukal 21, 2:0 Bukal 65k 2 07.11 1973 1:0 Balan 43, 1:1 Henrotay 67 |

## 1/8 finału
| Dynamo Kijów – VfB Stuttgart 2:0 i 0:3 1 27.11 1973 1:0 Wieremiejew 16, 2:0 Troszkin 62 2 12.12 1973 0:1 Ohlicher 40, 0:2 Handschuch 75, 0:3 Martin 87                                |
| Dinamo Tbilisi – Tottenham Hotspur 1:1 i 1:4 1 28.11 1973 0:1 Coates 25, 1:1 Asatiani 71 2 12.12 1973 0:1 McGrath 29, 0:2 Chivers 52, 1:2 Ebralidze 55, 1:3 Chivers 77, 1:4 Peters 62 |
| Ipswich Town – FC Twente 1:0 i 2:1 1 28.11 1973 1:0 Whymark 81 2 12.12 1973 1:0 Morris 57, 2:0 Hamilton 70, 2:1 Streuer 82                                                            |
| Budapesti Honvéd SE – Ruch Chorzów 2:0 i 0:5 1 28.11 1973 1:0 Pusztai 30, 2:0 Pusztai 67 2 12.12 1973 0:1 Bon 34, 0:2 Kopicera 52, 0:3 Marx 60, 0:4 Bula 62, 0:5 Kopicera 72          |
| Leeds United – Vitória Setúbal 1:0 i 1:3 1 28.11 1973 1:0 Cherry 70 2 12.12 1973 0:1 Duda 51, 0:2 José Torres 62, 0:3 Duda 74, 1:3 Liddell 81                                         |
| Fortuna Düsseldorf – Lokomotive Lipsk 2:1 i 0:3 1 28.11 1973 0:1 Matoul 41k, 1:1 Brei 59, 2:1 Herzog 67 2 12.12 1973 0:1 Lisiewicz 43, 0:2 Löwe 46, 0:3 Frenzel 55                    |
| OGC Nice – 1. FC Köln 1:0 i 0:4 1 28.11 1973 1:0 Eriksson 70 2 12.12 1973 0:1 Dieter Müller 22, 0:2 Flohe 32, 0:3 Flohe 83, 0:4 Löhr 85                                               |
| Standard Liège – Feyenoord 3:1 i 0:2 1 28.11 1973 0:1 Kristensen 48, 1:1 Piot 50k, 2:1 Lambrichts 52, 3:1 Thissen 89 2 12.12 1973 0:1 Schoenmaker 61, 0:2 van Hanegem 69              |

## 1/4 finału
| Ipswich Town – Lokomotive Lipsk 1:0 i 0:1 (dog), karne 3:4 1 06.03 1974 1:0 Beattie 86 2 20.03 1974 0:1 Giessner 50                                                         |
| 1. FC Köln – Tottenham Hotspur 1:2 i 0:3 1 06.03 1974 0:1 McGrath 18, 1:1 Dieter Müller 54, 1:2 Peters 75 2 20.03 1974 0:1 Chivers 11, 0:2 Coates 15, 0:3 Peters 49         |
| VfB Stuttgart – Vitória Setúbal 1:0 i 2:2 1 06.03 1974 1:0 Stickel 70 2 20.03 1974 0:1 José Torres 30, 0:2 José Maria 40, 1:2 Ollicher 47, 2:2 Stickel 68                   |
| Ruch Chorzów – Feyenoord 1:1 i 1:3 (dog) 1 06.03 1974 0:1 Schoenmaker 77, 1:1 Maszczyk 90 2 20.03 1974 1:0 Marx 19, 1:1 Schoenmaker 55k, 1:2 de Jong 91, 1:3 Schoenmaker 94 |

## 1/2 finału
| Lokomotive Lipsk – Tottenham Hotspur 1:2 i 0:2 1 10.04 1974 0:1 Peters 15, 0:2 Coates 27, 1:2 Löwe 57 2 24.04 1974 0:1 McGrath 57, 0:2 Chivers 87                                               |
| Feyenoord – VfB Stuttgart 2:1 i 2:2 1 10.04 1974 0:1 Brenninger 24, 1:1 Schoenmaker 62, 2:1 Schoenmaker 68 2 24.04 1974 1:0 Ressel 14, 2:0 Schoenmaker 47, 2:1 Brenninger 55, 2:2 Brenninger 59 |

## Finał
| Tottenham Hotspur – Feyenoord 2:2 i 0:2 |
| 21 maja 1974 Londyn White Hart Lane (46 281) Tottenham Hotspur – Feyenoord 2:2 (1:1) Sędzia: Rudolf Scheurer (Szwajcaria) Bramki: 1:0 Mike England 39, 1:1 Wim van Hanegem 43, 2:1 Joop van Daele 64s, 2:2 Theo de Jong 85 Tottenham Hotspur Football Club (trener Bill Nicholson): Pat Jennings – Ray Evans, Terence Naylor, John Pratt, Mike England, Phil Beal (80 Michael Dillon), Roland McGrath, Steve Perryman, Martin Peters (kapitan), Martin Chivers, Ralph Coates SC Feyenoord Rotterdam (trener Wiel Coerver): Eddy Treytel – Wim Rijsbergen, Joop van Daele, Rinus Israël (kapitan), Harry Vos, Theo de Jong, Wim Jansen, Wim van Hanegem, Peter Ressel, Lex Schoenmaker, Jørgen Kristensen |
| 29 maja 1974 Rotterdam De Kuip (59 317) Feyenoord – Tottenham Hotspur 2:0 (1:0) Sędzia: Concetto Lo Bello (Włochy) Bramki: 1:0 Wim Rijsbergen 43, 2:0 Peter Ressel 84 SC Feyenoord Rotterdam (trener Wiel Coerver): Eddy Treytel – Wim Rijsbergen, Joop van Daele, Rinus Israël (kapitan), Harry Vos, Mladen Ramljak, Wim Jansen, Theo de Jong, Peter Ressel, Lex Schoenmaker, Jørgen Kristensen (76 Johan Boskamp, 86 Henk Wery) Tottenham Hotspur Football Club (trener Bill Nicholson): Pat Jennings – Ray Evans, Terence Naylor, John Pratt (77 Phil Holder), Mike England, Phil Beal, Roland McGrath, Steve Perryman, Martin Peters (kapitan), Martin Chivers, Ralph Coates                         |